# Philodendron billietiae
Espèce
Philodendron billietiae est une espèce de plantes hémiépiphytes de la famille des Araceae.

## Répartition
Cette espèce du genre Philodendron est originaire de l’État de Pará (Brésil), du Guyana et de Guyane, et est suspectée être également présente au Surinam. Elle se rencontre en forêt humide, à une altitude comprise entre 140 et 340 m.

## Description
P. billietiae est particulièrement connue pour ses pétioles jaune orangé distinctifs et ses bords de feuilles ondulés et striés.
Philodendron billietiae est souvent confondu avec Philodendron burle-marxii en raison de leur structure et de leur coloration similaires.[réf. nécessaire]

## Historique
Philodendron billietiae a été collecté pour la première fois au Guyana en 1921 par l'écologiste américain Henry Allan Gleason (d) (1882-1975) mais en quantité insuffisante. Ultérieurement, cette espèce a été prélevée et introduite en culture dans les serres du Jardin Botanique National de Belgique à Meise par Frieda Billiet.

## Systématique
Le nom correct complet (avec auteur) de ce taxon est Philodendron billietiae Croat (d),.

### Étymologie
Son épithète spécifique, billietiae, lui a été donnée en l'honneur de la botaniste belge Frieda Billiet (d) (1943-) qui a étudié cette espèce en Guyane, en a fait la culture en Belgique, et a attiré l'attention de l'auteur pour cette espèce. 

### Publication originale
- (en) Thomas B. Croat, « Two New Species of Araceae for the Guianas », Novon, Saint-Louis, Inconnu, vol. 5, no 1,‎ 1995, p. 24 (ISSN 1055-3177 et 1945-6174, OCLC 23138710, DOI 10.2307/3391825, JSTOR 3391825, lire en ligne).